# Noética
A noética (do grego nous: mente) é uma disciplina que estuda os fenômenos subjetivos da consciência, da mente, do espírito e da vida a partir do ponto de vista da ciência. Como conceito filosófico, em linhas gerais define a dimensão espiritual do homem.

## Na filosofia
Apesar de ser uma disciplina de formulação recente, seu objeto e as metas que persegue já foram estudados por várias correntes de filosofia e fazem parte de todas as tradições esotéricas das religiões do mundo. No oriente Buda disse que o mundo é criado por nossos pensamentos, que a consciência está em toda parte e que a realidade e a vida são uma só, estando todos os seus elementos constituintes inextrincavelmente ligados por teias de interdependência. Diversos povos indígenas ao redor do mundo compartilham dessa visão em alguma medida.

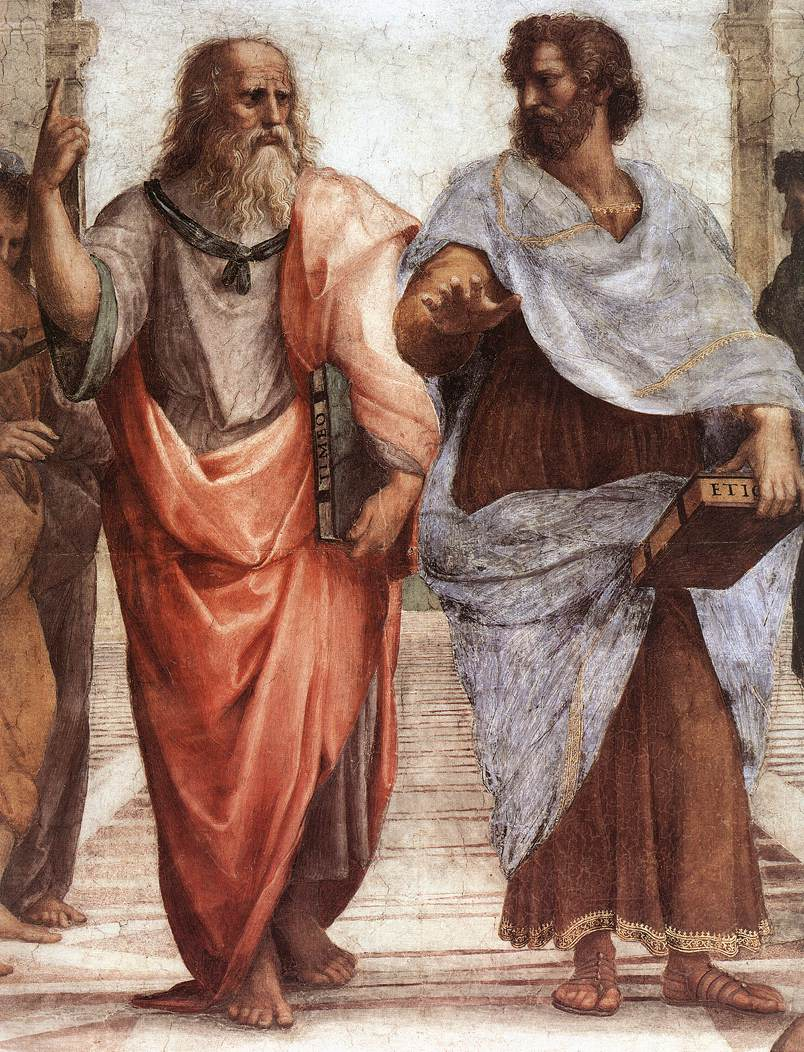
Afresco de Rafael Sanzio representando Platão e Aristóteles

Na tradição ocidental, a noética foi fortemente influenciada pelas teorias dos filósofos da Grécia Antiga a respeito da consciência, do conhecimento e do eu. Deriva dos termos gregos nous, a mente, a alma racional, a inteligência; noema, o objeto ou foco de nous, e noesis, que significa estritamente o ato de pensar em si, e também uma compreensão global, completa e instantânea de qualquer questão sem o intermédio da articulação pela linguagem, equivalente ao insight moderno ou ao conceito de intuição. Noesis contrasta com o significado de dianoia, que remete ao conhecimento racional discursivo ou dialético. Para Platão noesis era superior à dianoia, sendo a mais elevada atividade mental possível, habitando a esfera do Bem e da Harmonia divinos, e trabalhando com axiomas e princípios, ideias, formas e causas primordiais. É o que possibilita o acesso ao mundo divino, transcendente, absoluto, além do raciocínio humano comum.
Aristóteles dizia que o nous compreende tanto a capacidade humana de questionamento acerca do fundamento do ser, como esse próprio fundamento, que é experienciado como o motor orientador das questões: "Acentuemos que toda a substância vem a ser a partir de algo com o mesmo nome". Da parte do nous humano, o conhecimento questionante, isto é, o ato noético, é a compreensão da sua participação no fundamento do ser, possível em virtude da participação do nous divino no nous humano, sendo a noesis a capacidade perceptiva ou cognoscente do homem que o distingue dos animais. Ainda para ele a experiência noética é aquela que transforma o cosmos primordial - onde todas as coisas são consubstanciadas numa unidade transcendente - no fundamento do ser e no mundo objetivo, múltiplo e diferenciado, chamando esse conjunto de ousia, tudo o que é "convincentemente real". Tanto para Platão como para Aristóteles, nous expressava a irrupção do divino no processo da busca pelo conhecimento. A partir da definição clássica, o elemento noético foi absorvido pela doutrina judaica. Fílon escreveu que o cosmos noético não é nada mais que o logos de Deus em sua atividade criativa, justificando sua tese a partir do que consta no Gênesis. Dali o conceito passou para os primeiros filósofos cristãos. Basílio e Gregório Magno se referiram ao noético como o mundo espiritual, ontologicamente superior ao mundo em que vive o homem, definição que foi adotada por seus sucessores.

## Outras definições
Segundo as definições de Viktor Frankl, fundador da Logoterapia,
"Homem e animais são constituídos por uma dimensão biológica, uma dimensão psicológica e uma dimensão social, contudo, o homem se difere deles porque faz parte de seu ser a dimensão noética. Em nenhum momento o homem deixa as demais dimensões, mas a essência de sua existência está na dimensão espiritual. Assim, a existência propriamente humana é existência espiritual. Neste sentido, a dimensão noética é considerada superior às demais, sendo também mais compreensiva porque inclui as dimensões inferiores, sem negá-las - o que garante a totalidade do homem".
A dimensão noética seria, então, uma dimensão não-determinada, mas determinante; a dimensão da unicidade, da identidade mais profunda do ser humano, implicando também a transcendência livre, criativa e responsável das limitações. Frankl assinala que ela é necessariamente inconsciente, pois impulsiona a pessoa para fora e para além de si mesmo, onde a consciência do eu deixa de existir e todo o interesse se volta para o outro. A dimensão noética pode se manifestar de várias formas - no trabalho e no amor altruístas, na intuição verdadeira e na experiência religiosa. Para Husserl, a noética, além de ser a dimensão espiritual, é o fator determinante na atribuição de significado à experiência. Ao animar o elemento material, entrelaçando-se em sínteses e continuidades múltiplo-unitárias, dá lugar à consciência de algo, de modo que em tal consciência pode "anunciar-se, demonstrar-se e determinar-se racionalmente a unidade da objetividade". Também afirmou que somente a subjetividade transcendental possui um verdadeiro sentido, e que o mundo objetivo está na sua dependência. Voegelin disse que o elemento noético aparece quando a consciência procura tornar-se explícita para si mesma e interpretar o seu próprio logos.
Segundo Tulving, noética é uma das três formas de consciência: anoética, com uma atenção simples a estímulos externos; noética, que envolve atenção de representações simbólicas do mundo, e autonoética, que envolve a atenção do self e a experiência pessoal estendida no tempo. Ronai da Rocha definiu como noético tudo que pertence ao intelecto ou mente humana: crenças, ideias, pensamentos e conceitos, e esta é uma das definições do termo para a Psicologia moderna, centrando sua atenção no aspecto cognitivo e sendo o elemento de contato do indivíduo com o mundo real exterior, possibilitando a formulação de juízos, abstrações, figurações e raciocínios coerentes e significativos.
Para Marc Halévy a noética é essencialmente a ciência do conhecimento. Não somente dos valores da epistemologia, dos mecanismos mentais e neurobiológicos descritos pelas ciências cognitivas, mas de maneira muito mais ampla, é o estudo de todos os aspectos do conhecer, da sua produção (criatividade), formulação (semiologia e metalinguagem), estruturação (teoria dos sistemas, paradigmas e ideologias), validação (critérios de pertinência, epistemologia) e proliferação de ideias (processos de apropriação e normalização) em seu sentido mais lato. Estuda também a dinâmica e os ciclos da vida, das ideias e das teorias, das condições de sua emergência, desenvolvimento, apogeu, decadência e extinção. Segundo Stratton, noética se refere a uma estrutura individual de conceitos, sendo o somatório de ideias, crenças e opiniões de cada um, e a forma pela qual tais conceitos se relacionam entre si e com o mundo externo.

## A noética como ciência

### História

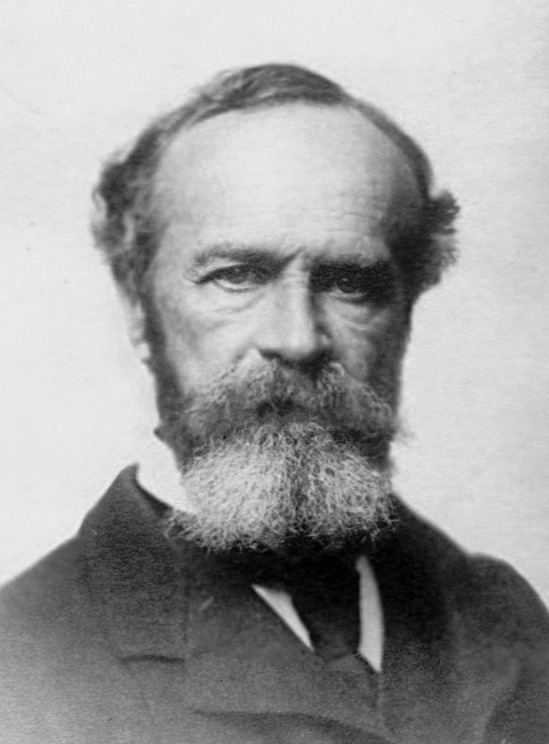
William James

A noética moderna teve um precursor na figura de Charles Darwin, que procurou estudar a evolução das espécies numa perspectiva global e sintética, mas foi primeiro definida pelo psicólogo norte-americano William James, dizendo que ela descreve "estados de insight em verdades profundas inalcançadas pelo intelecto discursivo. Estes insights seriam revelações e iluminações cheias de significado, mas todas inarticuladas; como regra, elas trazem consigo um curioso senso de autoridade". Ele foi um dos pioneiros da valorização do potencial da transcendência humana no terreno do estudo científico da consciência, enquanto que mais ou menos ao mesmo tempo, na Europa, neurologistas como Jean-Martin Charcot e Pierre Janet definiam a hipótese psicogênica para sintomas físicos. Esta hipótese foi levada adiante por psicanalistas e médicos da escola de Viena como Freud e Jung, e por outros norte-americanos, desenvolvendo uma complexa teoria de psicologia dinâmica do inconsciente para demonstrar que os sintomas das doenças muitas vezes são simbólicos de causas de origem física e/ou psíquica, lançando as bases em torno de 1930 da moderna psicossomática.
Outras contribuições foram as descobertas da Física a respeito da natureza última da matéria, que levaram Niels Bohr a dizer que em se tratando do comportamento do átomo, só se pode usar a linguagem de uma forma poética, e resultaram na formulação da Mecânica Quântica por vários cientistas, e na Teoria da Relatividade por Albert Einstein, colocando por terra a concepção mecanicista do universo estabelecida por Isaac Newton e seus antecessores. É interessante assinalar que Einstein observou que "a maior experiência que se pode ter é a do misterioso, que é a fonte de toda a beleza e do insight verdadeiros", e que Bohr foi aparentemente inspirado pela pintura cubista e sua visão múltipla do espaço. Outros cientistas como Robert Oppenheimer, Wilhelm Reich e Thomas Edison, foram influenciados pelos escritos teosóficos de Helena Blavatsky. Aliás a Teosofia teve um papel em nada desprezível no desenvolvimento da noética ao traçar um painel comparativo entre as várias religiões do mundo, antigas e modernas, aproximando o oriente do ocidente, e demonstrando que muito da filosofia e religião antigas tinham bases científicas e antecipavam descobertas da ciência moderna ocidental. Teilhard de Chardin, ao descrever a evolução da vida, cunhou o termo noosfera, a esfera do pensamento e do espírito humano, um nível abstrato formado pelo conhecimento autônomo e organizado numa rede de conexões infinitas, uma boa previsão do fenômeno da internet e da noética contemporânea. Novos dados para a estruturação da noética vieram do filósofo Henri Bergson, líder da escola intuicionista, atribuindo à intuição um papel superior na aquisição de verdadeiro conhecimento.
Também a arte moderna ofereceu novas pistas para o entendimento da consciência e dos processos psicológicos. O recém-citado Cubismo, o Dadaísmo, o Surrealismo, a Action painting nas artes plásticas, o "fluxo de consciência" da literatura de James Joyce, o teatro do absurdo de Antonin Artaud, Alfred Jarry e outros, foram alguns dos elementos que delinearam formas alternativas de aproximação, descrição e interpretação da subjetividade e da realidade objetiva, subvertendo hierarquias consagradas e lançando novos paradigmas estéticos onde a negação do império do racionalismo era uma tônica.
Entretanto, com a ascensão da escola behaviorista de psicologia, com o progresso exponencial das ciências materiais e com a revolução tecnológica na medicina ao longo do século XX, a pesquisa da subjetividade caiu em relativo descrédito, e somente na década de 1960, com o surgimento dos movimentos de contracultura, foi que um estudo mais sistemático da noética começou a ganhar novo impulso. Parte dessa recuperação se deveu a estudos clínicos a respeito da influência de alucinógenos sobre a consciência, e à comprovação de benefícios obtidos por doentes que praticavam a meditação transcendental ou recebiam terapêuticas que incluíam a autossugestão, a visualização e a hipnose. Na década de 1970 outros passos foram dados quando Robert Ader provou que o sistema imunológico de animais podia ser manipulado experimentalmente através de métodos de condicionamento comportamental, e quando David Spiegel documentou que pacientes de câncer tinham maior sobrevida quando participavam de grupos de apoio psicológico. Também nessa época foi provado que as plantas possuem uma espécie de consciência, responsiva tanto a estímulos ambientais quanto a pensamentos humanos. Outros experimentos acusaram uma capacidade de leucócitos retirados de doadores e mantidos separados em laboratório de responderem da mesma forma que seus doadores que eram submetidos a estímulos definidos, sugerindo a existência de um elo invisível entre ambos, numa forma de biocomunicação à distância em nível celular que foi atestada para outros tecidos e organismos.

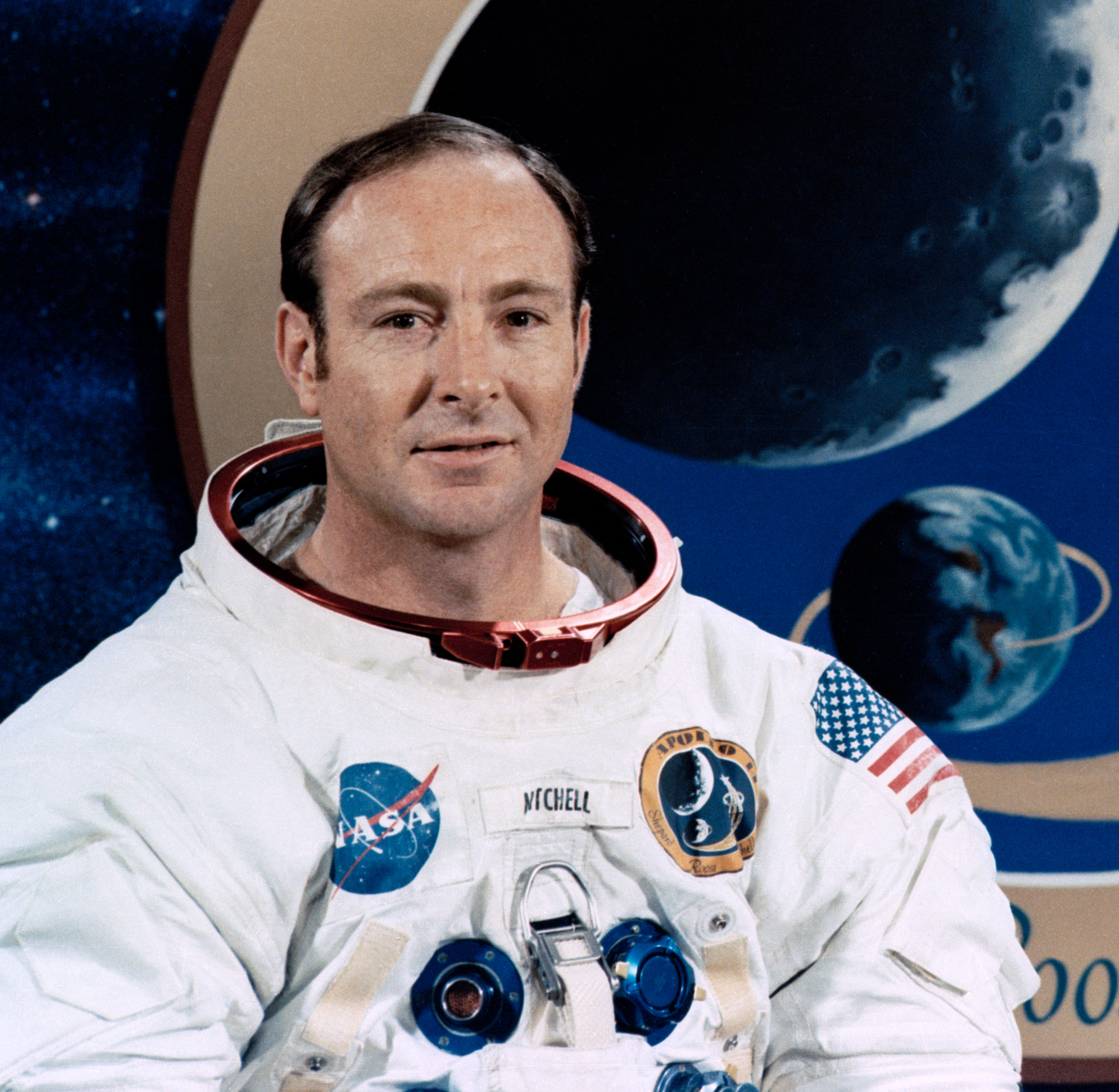
O astronauta Edgar Dean Mitchell, co-fundador do Instituto de Ciências Noéticas

Nesta mesma década o Instituto de Ciências Noéticas (IONS) nos Estados Unidos iniciou suas atividades com um modesto programa de pesquisa sobre os mecanismos internos da resposta curativa, aceitando a premissa de que a consciência desempenha um papel importante nos processos de cura e na manutenção da saúde, numa época em que tal premissa era rejeitada pela larga maioria dos pesquisadores das áreas biomédicas. Desde então a abordagem noética tem sido aplicada a uma grande variedade de tópicos de pesquisa, com resultados que desafiam as concepções do mundo mantidas pela ciência moderna ortodoxa. A própria ciência, elaborando sobre as descobertas da Física no início do século XX,  chegou ao ponto de descrever a realidade através de quantificações relativas, redes de relações, infinitudes, intercâmbios matéria-energia, dimensões múltiplas e uma série de outros conceitos dificilmente definíveis pela lógica padrão, em muitos casos se valendo de metáforas para ilustrar ideias que são em essência intuitivas e caem fora do alcance da linguagem discursiva. Na opinião de O'Nuallaín parece que a Física moderna já não pode ser entendida sem o recurso a atos mentais remotos e autorreferentes, e assim não surpreende que muitos físicos apareçam como visionários ou semi-místicos. É bem conhecido o caso de Fritjof Capra, autor de vários best-sellers, que traçou paralelos entre a visão científica do mundo e a filosofia oriental, sendo uma referência para a escola do Pensamento sistêmico.
A noética é uma disciplina científica ainda pouco divulgada, não possui ainda uma estrutura ou um corpo de conceitos básicos bem definidos, sequer seu nome é reconhecido em larga escala - ainda que sua abordagem integradora e multirreferenciada já esteja em uso por muitos pesquisadores treinados na ciência convencional, que não se autodefinem como "noéticos" - e enfrenta ainda muita resistência de setores conservadores, mas, por contemplar uma multiplicidade de pontos de vista simultaneamente, tem crescido rápido. Seu desenvolvimento acelerado é também fruto dos grandes avanços na tecnologia da informação, que ao obrigar a uma reestruturação das formas de armazenamento e distribuição de informação, tornou indispensável uma reflexão profunda a respeito da natureza, estrutura e procedimentos do próprio conhecimento em geral. Recentemente a noética ganhou um destaque especial ao ser colocada como um dos temas principais do best-seller O Símbolo Perdido, de Dan Brown, que vendeu um milhão de cópias apenas no dia de seu lançamento. Desde o seu lançamento, o website do Instituto de Ciências Noéticas registrou um aumento de 1200% no número de acessos, e o número de associados cresceu em 300% em comparação ao mesmo período do ano passado. Contudo, como observou João Queiroz,
"Há uma explosão sem precedentes de estudos sobre consciência. Pesquisadores de muitas áreas — Computação, Etologia, Física e Matemática, Antropologia, Psicologia, Ciências e Neurociências Cognitivas, Filosofia, Linguística, etc. — organizam simpósios, periódicos, volumes e antologias, sites e cursos sobre o tema. Este parece, entretanto, ser o objeto de convergência pluri e interdisciplinar que mais produz divergência na recente História das Ciências. Multiplicam-se questões sobre definições e demarcações conceituais e terminológicas, sobre teorias, métodos, modelos, protocolos de investigação. Divergem, num mesmo departamento, visões gerais (general frameworks) sobre problemas básicos: como definir consciência?"
Colin Allen corroborou essa impressão dizendo que "a despeito da recente invasão de trabalhos filosóficos e neuropsicológicos sobre a consciência, muito permanece confuso sobre sua noção, incluindo, mesmo, se há tão somente uma única noção". Para Anthony Atkinson, "o conceito de consciência é notoriamente difícil de definir (…) porque se refere a um fenômeno heterogêneo."
Edgar Douglas Adrian, neurocientista agraciado pelo Prêmio Nobel de Fisiologia ou Medicina diz em seu famoso livro “A  base  da  sensação":
"O problema da conexão entre o cérebro  e o  espírito  é tão enigmático para o  fisiólogo  quanto o é para o  filósofo. Talvez uma profunda revisão de nossos sistemas de conhecimento possa explicar como um esquema de impulsos  nervosos  pode  causar um pensamento, ou demonstrar que ambos fenômenos são, na realidade, a mesma coisa contemplada de  diferente  ponto de vista. Se tal revisão se levar a cabo, só espero ser capaz de entendê-la."

### Elementos centrais
Os pressupostos essenciais da noética são os conceitos, encontrados em várias tradições filosóficas e religiosas, de que o homem é o criador de sua própria vida, que a consciência impregna toda a realidade, que o homem tem outros meios de contactar a realidade além de seus cinco sentidos tradicionais, e também que muito do assim chamado "conhecimento objetivo" não tem nada de objetivo, mas é fruto apenas do consenso coletivo e se baseia em boa medida na subjetividade. Muitos psicólogos, desde que Jung trabalhou a questão dos mitos e arquétipos, abrindo a seara transcendental na Psicologia, reconhecem que o desejo pelo Absoluto, pela unidade transcendente com toda a vida e o universo, é uma das forças mais constantes e poderosas da psique humana, podendo-se documentá-lo através de inumeráveis registros históricos e artísticos desde que o homem apareceu sobre a Terra. Bynum disse que esse desejo, que chamou de noético, é tão central à própria natureza humana que boa parte das principais perturbações mentais se deve à sua frustração ou deformação por quaisquer tipos de circunstâncias, e saudou os esforços recentes no sentido de se reconhecer esse impulso profundo e suas manifestações como um objeto digno da investigação científica, da mesma forma que todos os outros grandes processos vitais, históricos e sociais do ser humano têm sido analisados com esse rigor e seriedade. Disse também que essa investigação se torna ainda mais autorizada quando lembramos que muitos dos grandes cientistas da história, tanto antiga como recente, têm se aproximado da religião e do misticismo em busca de inspiração para a solução de problemas científicos. Lembrou ainda que muitos casos de crises psíquicas, classificados no ocidente como neuroses ou psicoses, são descritos em culturas não-ocidentais como sinais saudáveis da emergência da dimensão espiritual na vida da pessoa.
Entre os objetivos da ciência noética estão:
- Estabelecer uma validação para os fenômenos subjetivos da mente através do uso de um instrumental e de um método científico;[1]
- Estabelecer um corpo interdisciplinar de conhecimento verificável e acessível ao público, e evitar sua degenerescência em formas de cultismo ou ocultismo sob o domínio de seitas, religiões institucionalizadas ou outros grupos dogmáticos e exclusivos.[1]
- Dissolver a antiga oposição ciência-fé evidenciando seus pontos de identidade e a semelhança da sua busca para uma explicação do mundo e da vida humana, ainda que ambas usem métodos diversos e tenham pressupostos também distintos;[1]
- Criar uma nova e mais abrangente teoria da consciência;[4]
- Expandir a visão de como o mundo objetivo e os fenômenos subjetivos se inter-relacionam;[2]
- Enfatizar as implicações eminentemente humanas na pesquisa científica tradicional.[2]
- Pesquisar a hipótese de que nenhuma ciência pode ser realizada ou validada desconsiderando-se a influência da consciência que a dirige.[2]
- Estudar os fenômenos ditos paranormais.[2]
- Determinar o que há de verdade verificável nas tradições do folclore e da religião dos vários países do mundo.[1]

Para isso incorpora a contribuição de estudos interdisciplinares da mente, da consciência e de diversos modos de conhecimento, com foco especial na ciência, saúde, psicossomática, psicologia, artes, ciências da cura e terapias holísticas, ciências sociais e espiritualidade. A noética é tanto uma expansão do escopo da ciência como uma redescoberta e revalorização de conceitos e práticas antigas tradicionais que foram abandonados ou desprezados pelos ocidentais modernos. Ao passo que o estudo da mente e da consciência na história antiga era realizado através da especulação abstrata, da fé pura ou da confiança acrítica no que disseram autoridades do passado, a noética moderna se vale do grande progresso da ciência materialista na descrição do mundo objetivo e da psicologia na descrição dos mecanismos e estados mentais, e procura transportar seus métodos empíricos para a esfera do estudo do conhecimento subjetivo e da herança de conhecimentos tradicionais de base folclórica ou religiosa da humanidade. De acordo com McPartland, a ciência noética é aquela que tem como seu objeto de estudo a estrutura normativa da existência humana. Como este objeto não pode ser compreendido todo apenas com a dedução lógica nem com a observação empírica, tem como peculiaridade o fato de que o observador participa do fenômeno a ser observado, que não é inteiramente objetivo.
A ciência noética não deve ser confundida com misticismo. O misticismo procura se conectar com o sobrenatural através da filosofia, fé e experiência religiosa. Já a noética pretende ser uma ciência, isto é, utiliza o método científico para testar suas teorias. Também difere da ciência materialista por descartar visões reducionistas da realidade, por concentrar-se no estudo da subjetividade e por levar em consideração elementos valorativos e teleológicos, e não apenas quantitativos e autolimitantes. Segundo Willis Harman, a noética acrescenta dados holísticos à pesquisa científica tradicional, e procura encontrar propósitos em modelos deterministas. Também se distingue por não dar tanto peso ao teste dos conhecimentos com vistas a uma possibilidade de efetuar previsões e exercer controle sobre os fenômenos, mas objetiva antes a compreensão dos processos envolvidos.

### Perspectivas
Considerando a crescente necessidade de compreensão da interdependência de todos os elementos do universo, dos fenômenos e dos propósitos da vida, e de se trabalhar os desafios objetivos do mundo contemporâneo a partir de uma abordagem interdisciplinar num esforço colaborativo e não-competitivo, a noética tende a ter seus princípios assimilados a todos os aspectos da vida humana, a todos os processos de enfrentamento de dificuldades, de tomada de decisão e de valoração da experiência. O presente Dalai Lama, Tenzin Gyatso, afirmou que os ocidentais não poderão jamais compreender bem a ciência sem uma ajuda da filosofia oriental, pois já se tornou claro que a ciência, como ela hoje ainda é entendida em linhas gerais no ocidente, não é capaz de penetrar nos fundamentos da consciência. Marc Halévy referiu que o mundo está às portas de uma revolução noética, cujas bases serão o talento, a criatividade, a imaginação, a intuição e a capacidade de transmitir conhecimento mediante uma nova educação. A seguir algumas áreas transformadas pela abordagem noética:

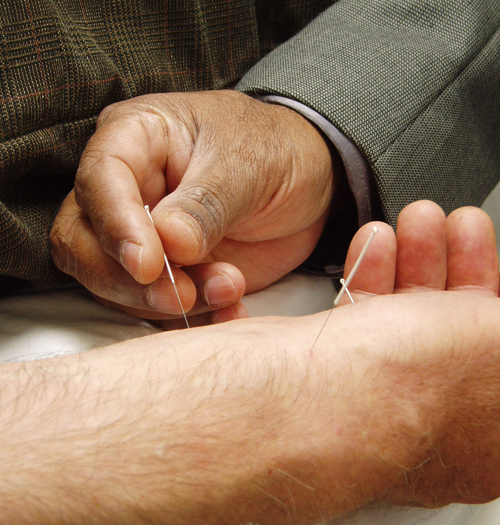
Um tratamento com acupuntura, considerada no ocidente como medicina alternativa

No campo da medicina a noética tem experimentado avanços em larga escala. Um estudo desenvolvido em 1993 por pesquisadores da Universidade de Harvard, liderados por David Eisenberg, indicou que no período de um ano 34% da população de amostra se valeu da medicina alternativa e de métodos de cura pela fé para vencer doenças, movimentando bilhões de dólares. Também já é aceito pela comunidade médica em geral que a relação médico-paciente tem um peso determinante na eficácia do tratamento. Hipnose, visualização e técnicas de biofeedback são procedimentos terapêuticos já consagrados em vários hospitais dos Estados Unidos, cujo Instituto Nacional de Saúde tem financiado grandes projetos de combinação de práticas ortodoxas com outras heterodoxas, e mantém um Departamento de Medicina Alternativa. Diversas publicações especializadas têm aparecido nos últimos anos documentando pesquisas bem-sucedidas na área da integração mente e corpo.
Da mesma forma, para a administração de empresas e outras organizações já vem se tornando claro que abordagens tradicionais já não as tornam tão eficientes num mundo globalizado e de recursos naturais limitados, e se tornou imperativo se desenvolver métodos de trabalho em linhas múltiplas em um modelo de adaptabilidade permanente, num entendimento das organizações como comunidades interdependentes cujo funcionamento se compara a organismos ou ecossistemas vivos, e não como entidades mecânicas estáticas e mais ou menos desvinculadas de sua cultura e sociedade. Nessa linha de pensamento, passam a ser valorizadas a contribuição de todos os membros, a inteligência coletiva, como chamou Mase, para resolver todos os desafios emergentes, e o estabelecimento de uma estrutura que se baseie em laços de confiança mútua e de comprometimento com objetivos coletivos, num espírito de colaboração.
No terreno da educação, novas descobertas da ciência estão renovando as formas de aprender e ensinar. Já se sabe que o aprendizado é um processo de formação integral de pessoas e não de técnicos; não é um processo isolado, fragmentado e limitado às salas de aula, uma simples memorização cumulativa de informações desconexas, mas é afetado por fatores sociais e biológicos, precisa ser dirigido por uma estrutura consistente de valores, propósitos e significados, tornando-o complexo, multifocal, dinâmico e sempre em transformação, onde entram em jogo todas as dimensões do ser, toda a sua história pregressa e uma vasta rede de inter-relações com seu meio ambiente humano e natural. De acordo com Stephanie Marshall, a questão que se propõe agora não é mais "o que você aprendeu hoje?", e sim "como você aprendeu hoje, e de que maneira isso afetou você?", fazendo que que nasçam "histórias de vidas e de aprendizados mais profundas, mais transcendentes e mais capacitantes". Busca-se ainda uma forma mais humana de transmissão do conhecimento eliminando a distância entre professor e aluno, removendo o mestre do pedestal da autoridade inquestionada e elevando o aluno ao nível de um ativo coeducador de si mesmo, capaz de contribuir até para a educação de seus próprios mestres. Também a ênfase parece estar se transferindo da mera qualificação técnica para os valores e os significados, para o estímulo à curiosidade, para o desenvolvimento de um espírito de pesquisa e descoberta, reconhecendo-se as particularidades de cada processo de aprendizado individual e ao mesmo tempo a necessidade de se formar nas classes um sentimento de ligação mais profunda e participativa entre seus membros, para a superação de dificuldades e a conquista de objetivos comuns.
Para as artes um novo campo de estudos foi aberto quando a ciência passou a prestar atenção aos efeitos que as cores, ritmos, sons, a luz e o espaço exercem sobre os estados psíquicos e os processos fisiológicos cerebrais, com a consequência de se fundar um novo ramo na Neurociência chamado Neuroestética, que procura determinar como a arte afeta o cérebro, usando como ferramentas a análise genética e o mapeamento neuronal. Outro ramo nascido da Neurociência foi a Neuro-história da arte, que estuda como funcionavam os cérebros dos grandes artistas e, incorporando métodos perceptivos e cognitivos, tenta definir os fundamentos biológicos da arte e sua evolução ao longo dos séculos. Uma visão plural da arte no ocidente também tem emergido com a incorporação de elementos estéticos e filosóficos não-ocidentais e de novas tecnologias para a criação e difusão de obras de arte, incluindo mídias computadorizadas e interativas, internet, vídeos 3D, hologramas, animações, programas de imersão em realidade virtual, e outros recursos técnicos avançados.
A Organização das Nações Unidas também têm apelado para a formação de uma nova consciência político-social global, que trate os problemas mundiais a partir de uma óptica multicultural e colaborativa. Como exemplo, desde 2001 está em andamento um projeto de criação de novas lideranças chamado Lideranças para Resultados. Através do estímulo de capacidades e talentos individuais através de uma "metodologia de transformação", pretende desenvolver potenciais humanos para que se abandonem modos de resposta automáticos aos desafios sociais e se engajem conscientemente para um melhoramento na vida de suas comunidades, reconhecendo que as pessoas podem influenciar o fluxo dos eventos e assim criar seus próprios futuros, individual e coletivamente. Segundo a diretora do programa, Monica Sharma, os resultados têm sido além das expectativas, treinando 4,5 milhões de pessoas que afetaram indiretamente para melhor a vida de 130 milhões de outras em quarenta países do mundo. O programa é baseado no desenvolvimento em cada pessoa da sua capacidade de assumir riscos com coragem, autocontrole e responsabilidade, de estabelecer parcerias e delegar poder, de direcionar esforços construtivamente, e é em essência um projeto inclusivo, sinérgico e coletivo, ainda que sua força esteja no interior de cada um.